# Daniel Cornelius Gesell
Daniel Cornelius Gesell, auch Daniel Gsell, korpsstudentischer Spitzname Kreidemayer (* 22. Dezember 1822 in Mannheim; † 25. März 1889 in Konstanz), war ein deutscher Maler und Lithograf.

## Leben

### Studienzeit

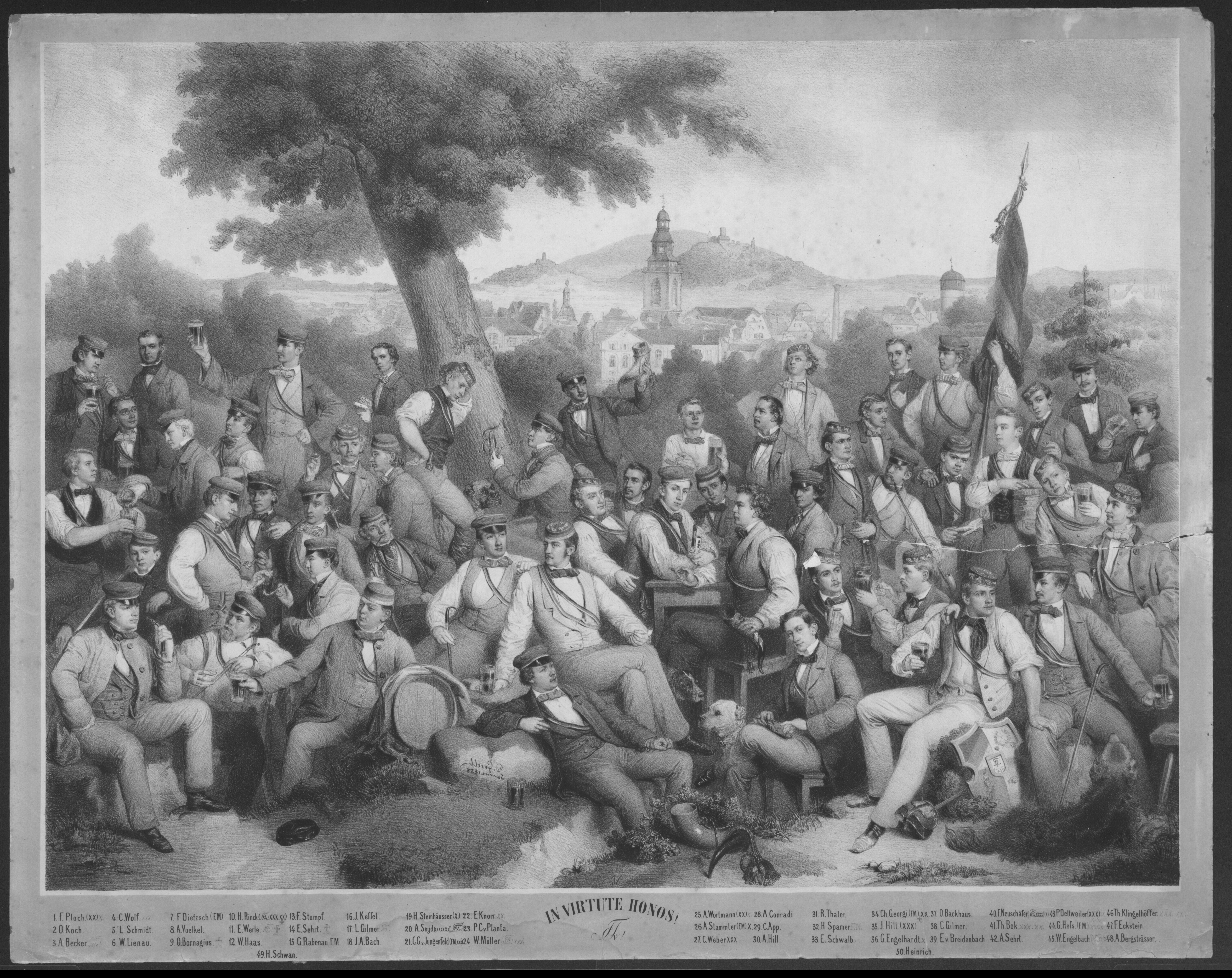
Die Mitglieder des Corps Teutonia Gießen 1858, Lithografie von Gesell

Gesell war der Sohn eines Lederhändlers. Er besuchte die Mannheimer Galerie und studierte ab 1843 für zweieinhalb Jahre an der Düsseldorfer Akademie, wo er auch die Technik der Lithografie erlernte. Zunächst war er dort Schüler der Bauklasse von Rudolf Wiegmann, dann ging er mit dem Berufsziel „Bildnismaler“ in die 2. Malklasse von Karl Ferdinand Sohn. Danach besuchte für eineinhalb Jahre die Antwerpener Akademie. Durch das Zeichnen von „Kneipbildern“ enge Beziehungen zu Studentenverbindungen wie Corps und Burschenschaften pflegend, beteiligte er sich im Jahr 1848 an der Badischen Revolution. Als Lithograf schuf er viele Gruppenbildnisse von Heidelberger und Freiburger Korporationen. Nach dem Besuch der Universitäten Heidelberg, Freiburg, Gießen, Marburg und Würzburg kam er 1854 nach Lenzkirch.

### Zeit in Lenzkirch
Dort erhielt er den Auftrag, den Lenzkircher Rösslewirt und Strohhutfabrikanten Johann Georg Tritscheller und dessen Familie zu malen. Während seiner häufigen Sommeraufenthalte in Lenzkirch entstanden Bildnisse wohlhabender Strohhutfabrikanten, Uhren- und Glashändler. Ein Augenleiden zwang ihn, seine zeichnerisch genaue Malweise aufzugeben.

### Konservator der Städtischen Wessenberg-Galerie Konstanz
1879 wurde er zum Konservator der Wessenberg-Galerie in Konstanz ernannt und wirkte dort von 1879 bis 1888. Ab 1887/1888 hinderten ihn eine Herzkrankheit und deren Auswirkungen in der Amtsführung.

## Werk
Die Hinterlassenschaft von Gsell an Handzeichnungen mit Selbstbildnissen, Figuren- und Tierskizzen und Landschaftsszenerien ging an die Städtische Wessenberg-Gemäldegalerie Konstanz und wurde dort unter der Inventarnummer J 80, Nr. 294 registriert und 1979/1980 erstmals ausgestellt.

„Die Zeichnungen sind nie starr oder langweilig, sondern voll Leben und trefflicher Naturwahrheit, die Landschaftsskizzen vibrieren geradezu vor Lebenskraft im Licht eines hellen Tages“